# 回坪乡
回坪乡，是中华人民共和国四川省凉山彝族自治州冕宁县曾经下辖的一个乡。2019年12月，撤销回坪乡，所属行政区域划归高阳街道管辖。

## 行政区划
回坪乡撤销前下辖以下地区：
大石板村、许家河村、阿普路村、庙高山村和横路村。